# Karolinermarkduva
Karolinermarkduva (Pampusana kubaryi) är en fågel i familjen duvor inom ordningen duvfåglar.

## Utseende och läte
Karolinermarkduvan är en medelstor (28 cm) kortstjärtad duva. Adulta fåglar är mestadels svart bak på kroppen, med purpur- till karmosinrött på rygg och skuldror. Den är istället vit på huvud och bröst med svart på hjässan som förbinds i nacken med ett svart streck bakom ögat. Ungfåglar är mörkt rostbruna. Lätet som sällan hörs är lågt och klagande.

## Utbredning och systematik
Fågeln förekommer i bergsskogar i östra Karolinerna på öarna Chuuk och Pohnpei. Den behandlas som monotypisk, det vill säga att den inte delas in i några underarter.

### Släktestillhörighet
Arten placerades tidigare i släktet Gallicolumba. Studier visar dock att dessa inte är varandras närmaste släktingar, där vissa står närmare australiensiska duvor som Geopelia. Dessa har därför lyfts ut till ett eget släkte, initialt Alopecoenas men Pampusana har visat sig ha prioritet.

## Status och hot
Karolinermarkduva har en mycket liten världspopulation bestående av uppskattningsvis endast 200–500 vuxna individer. Den tros också minska i antal, troligen till följd av jakt, predation och jordbrukets utvidgning. Fågeln är därför upptagen på internationella naturvårdsunionen IUCN:s röda lista över hotade arter, fram tills nyligen kategoriserad som sårbar (VU) men uppgraderad sedan 2020 till den högre hotstatusen starkt hotad (EN).

## Namn
Fågelns vetenskapliga artnamn hedrar Jan Stanislaus Kubary (1846–1896) en polsk samlare av specimen i Stilla havet 1868–1879 och Nya Guinea 1885–1895. Han var även plantageägare på Pohnpei 1879–1882.